# Slovenská vexilologická společnost
Slovenská vexilologická společnost slovensky Slovenská vexilologická spoločnosť) je slovenské občanské sdružení zabývající se historií a symbolikou vlajek (vexilologií). Společnost chce také upozorňovat na porušování pravidel při vzniku nebo používání vlajek.

## Historie
Do vytvoření národní společnosti kompenzovali její neexistenci slovenští vexilologové členstvím v České vexilologické společnosti, která vznikla v roce 1972 a která jim umožňovala přístup k aktuálním vexilologickým informacím.
Občanské sdružení zaregistrovalo Ministerstvo vnitra Slovenské republiky 19. října 2018, oficiální založení proběhlo 30. října 2018, v den oslav 100. výročí Deklarace slovenského národa (Martinská deklarace). Na členské schůzi byly schváleny symboly společnosti a zvoleny její orgány. Prvním předsedou se stal Tomáš Balhárek.
30. srpna 2019 se v Martině uskutečnil (i za účasti českých vexilologů) 1. Slovenský vexilologický kongres.